# Isaak Touré
Pour les articles homonymes, voir Touré.
Isaak Touré, né le 28 mars 2003 à Gonesse en France, est un footballeur français qui évolue au poste de défenseur central au FC Lorient. Il possède également la nationalité ivoirienne.

## Biographie

### En club

#### Le Havre AC

##### Saison 2020-2021
Le 11 juillet 2020, il signe son premier contrat professionnel avec Le Havre AC, son club formateur. Le 29 août suivant, il fait ses débuts professionnels en entrant à la 89e minute d'un match de Ligue 2 face à l'Amiens SC (victoire 1-0),. Cela reste sa seule apparition professionnelle de la saison, une grave blessure à la cheville gauche, contractée le 11 octobre et nécessitant opération le 23, l'ayant tenu éloigné des terrains pendant de longs mois,,,,.

#### Avec l'Olympique de Marseille
Le 30 juin 2022, à un an de la fin de son contrat avec Le Havre AC, il s'engage avec l'Olympique de Marseille pour une durée de cinq ans,,.

##### Prêt à l'AJ Auxerre
Le 3 janvier 2023, il est prêté sans option d'achat à l'AJ Auxerre jusqu'à la fin de la saison. Pour sa première apparition en Ligue 1 avec les auxerrois, il remplace Gideon Mensah à la 78e lors d'une lourde défaite face au Toulouse FC (18e journée, défaite 0-5). Trois jours plus tard, il est titularisé face au RC Lens et est exclu à la 65e minute de jeu pour un second carton jaune (19e journée, défaite 1-0).
Le 3 mars, il livre une prestation défensive remarquable qui permet au club d'arracher le match nul face à l'OGC Nice (1-1) et de sortir ainsi momentanément de la zone de relégation,. Il s'impose alors comme un cadre de la défense bourguignonne, recevant les louanges de son entraîneur, Christophe Pélissier, qui apprécie son apport de puissance, sa fraîcheur et son utilité sur les sorties de ballon, même s'il doit, selon lui, encore gagner en concentration et s'améliorer sur les coups de pied arrêtés offensifs. 
Le 7 mai, à Auxerre, il marque son premier but en tant que joueur professionnel, contre Clermont (34e journée, 1-1). En fin de saison, le club termine 17e et est relégué en Ligue 2. Malgré la descente, son bilan est positif sur le plan personnel, le jeune défenseur central ayant participé à 19 rencontres, dont 18 titularisations, sur la phase retour.

#### FC Lorient
Il est transféré pour plus de 10 millions d'euros au FC Lorient le 1er septembre 2023, où il paraphe un contrat de 5 ans. En Bretagne, il participe à 24 rencontres de Ligue 1, pour 23 titularisations, inscrivant 1 but et délivrant 1 passe décisive. Au terme de la saison 2023-2024, le club se classe 17e et est relégué en Ligue 2. N'entrant pas dans les plans d'Olivier Pantaloni pour évoluer à ce niveau, il fait partie des joueurs dont le club souhaite se séparer en compagnie de Benjamin Mendy, Tiémoué Bakayoko, Jean-Victor Makengo, Bonke Innocent et Adrian Grbic.

##### Prêt à l'Udinese
Il trouve une porte de sortie dans les tous derniers instants du mercato estival, étant prêté à l'Udinese Calcio le 31 août 2024. Il bénéficie d'un conséquent temps de jeu sur la première partie de saison, titularisé à 11 reprises sur la phase aller. Il est néanmoins exclu à deux reprises, à la 53e minute de jeu face au Venezia FC (10e journée, défaite 3-2) et dès la 4e minute de jeu face au Genoa (14e journée, défaite 0-2). Le 26 janvier 2025, il se blesse au genou face à l'AS Roma (22e journée, défaite 1-2) et voit sa saison prendre fin.

### En sélection
La sélection d'Isaak Touré en équipe de France U20 est envisagée pour la Coupe du monde 2023 mais l'AJ Auxerre refuse de le laisser partir.

## Statistiques
| Saison                | Club                   | Championnat           | Championnat | Championnat | Championnat | Coupe(s) nationale(s) | Coupe(s) nationale(s) | Coupe(s) nationale(s) | Compétition(s) continentale(s) | Compétition(s) continentale(s) | Compétition(s) continentale(s) | Compétition(s) continentale(s) | Total | Total | Total |
| Saison                | Club                   | Division              | M.          | B.          | P.d.        | M.                    | B.                    | P.d.                  | Comp.                          | M.                             | B.                             | P.d.                           | M.    | B.    | P.d.  |
| 2020-2021             | Le Havre AC            | Ligue 2               | 1           | 0           | 0           | -                     | -                     | -                     | -                              | -                              | -                              | -                              | 1     | 0     | 0     |
| 2021-2022             | Le Havre AC            | Ligue 2               | 17          | 0           | 0           | -                     | -                     | -                     | -                              | -                              | -                              | -                              | 17    | 0     | 0     |
| Sous-total            | Sous-total             | Sous-total            | 18          | 0           | 0           | -                     | -                     | -                     | -                              | -                              | -                              | -                              | 18    | 0     | 0     |
| 2022-2023             | Olympique de Marseille | Ligue 1               | 5           | 0           | 0           | -                     | -                     | -                     | C1                             | -                              | -                              | -                              | 5     | 0     | 0     |
| 2022-2023             | AJ Auxerre (prêt)      | Ligue 1               | 19          | 1           | 0           | 1                     | 0                     | 0                     | -                              | -                              | -                              | -                              | 20    | 1     | 0     |
| 2023-2024             | FC Lorient             | Ligue 1               | 24          | 1           | 1           | -                     | -                     | -                     | -                              | -                              | -                              | -                              | 24    | 1     | 1     |
| 2024-2025             | Udinese Calcio (prêt)  | Serie A               | 12          | 1           | 0           | 2                     | 0                     | 0                     | -                              | -                              | -                              | -                              | 14    | 1     | 0     |
| Total sur la carrière | Total sur la carrière  | Total sur la carrière | 78          | 3           | 1           | 3                     | 0                     | 0                     | -                              | -                              | -                              | -                              | 81    | 3     | 1     |